# Самовозгорание человека

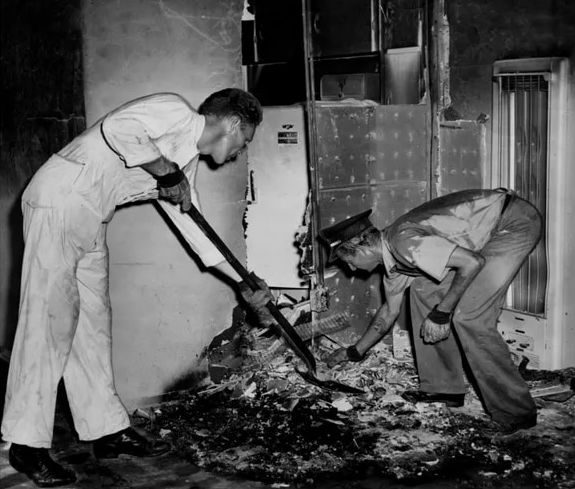
Рабочие убирают место гибели Мэри Харди Ризер, умершей в 1951 году якобы от самовозгорания

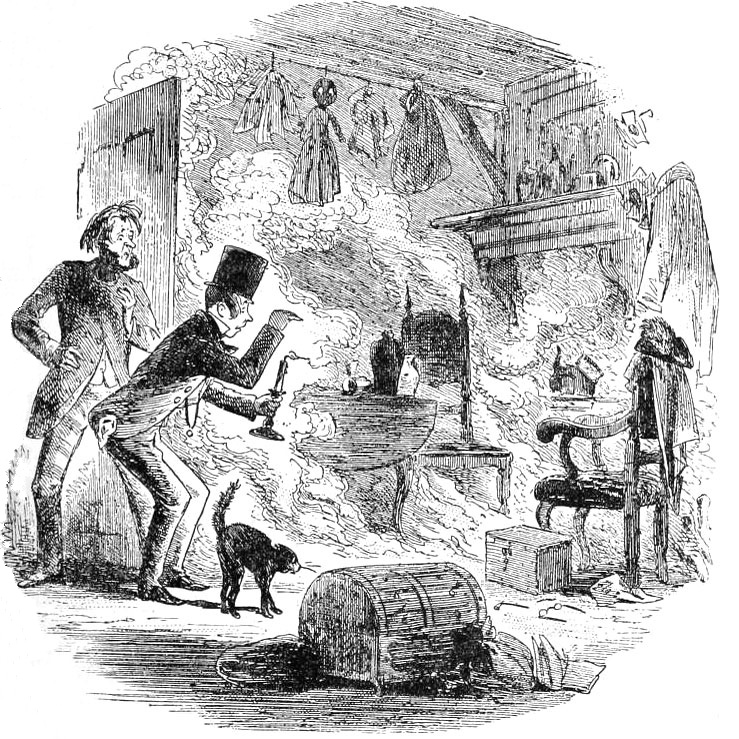
Иллюстрация к «Холодному дому» Диккенса, в котором один из персонажей погибает от самовозгорания

Самовозгора́ние челове́ка (англ. Spontaneous human combustion, SHC) — паранормальное явление, в результате которого человек якобы может воспламениться без видимого внешнего источника огня. Существование явления не доказано и отрицается большинством учёных.

## История
Истории о самовозгорании дошли до нас из глубокой древности, но только с начала XVIII века, когда такие случаи начали регистрироваться в официальных документах, в том числе и в полицейских протоколах, их стали считать достаточно достоверными.
В старину о случаях самовозгорания говорили, что человека сжёг «дьявольский огонь», испепелил сатана. Люди верили, что жертва продала князю тьмы свою душу, но потом нарушила их тайный договор, за что её и настигло возмездие.
Позднее, в XVI веке появилось более рационалистическое объяснение: якобы, жертвами самовозгорания становятся хронические алкоголики, чьи тела пропитаны спиртом и поэтому вспыхивают от случайной искры, особенно если покойники курили.

### Средние века
Средневековая литература регистрирует случаи человеческого самовозгорания: так, во времена правления королевы Боны Сфорца (между 1515 и 1557) в Милане на глазах своих родителей и сыновей погиб рыцарь Полоний Вортий: после двух ковшей выпитого вина он вдруг начал изрыгать пламя изо рта и сгорел.

### XVIII век
Наиболее подробные свидетельства о человеческом самовозгорании начинают появляться начиная с XVIII века. В 1731 году при невыясненных обстоятельствах в итальянском городе Чезена погибла графиня Корнелия ди Банди, бабка папы Пия VI: в спальне обнаружили её ноги, одетые в чулки, и часть черепа.
В апреле 1744 года в Ипсвиче (Англия) дочь 60-летнего алкоголика Грайса Пета обнаружила своего отца мёртвым на полу дома: по её словам, «он сгорел без огня, подобно вязанке дров». Одежда на старике была практически не повреждена, так как была сделана из асбеста.
Первое наиболее надёжное свидетельство о случаях человеческого самовозгорания относится к 1763 году, когда француз Жан Дюпон опубликовал книгу с коллекцией случаев человеческого самовозгорания под названием «De Incendiis Corporis Humani Spontaneis». В ней, в числе прочего, он упоминает случай Николя Милле, с которого сняли обвинение в убийстве своей жены после того, как суд убедился, что она погибла в результате спонтанного самовозгорания. Жена Милле, сильно пьющая парижанка, была обнаружена у себя дома, когда от неё осталась только кучка пепла, череп и кости пальцев. Соломенный матрац, на котором она была найдена, был лишь слегка поврежден, так как был пропитан негорючим составом.

### XIX век
Примерно в 1853 г. в Колумбусе (штат Огайо) загорелся владелец винного магазина, немец по национальности. Этот случай использовал Чарльз Диккенс при написании предисловия ко второму изданию своего романа «Холодный дом», в котором описал вымышленный им случай человеческого самовозгорания. В 1861 г. литературный критик и философ Джордж Генри Льюис опубликовал свою переписку с Диккенсом, в которой обвинил писателя в распространении небылиц:

«В этих заметках обычно пишут, что от человеческого тела остаётся жирная копоть, да какие-то остатки костей. Всем известно, что такого быть не может».

## Статистика и случаи выживания после самовозгорания
Есть люди, которые выживали после случаев самовозгорания. Среди наиболее известных, задокументированных примеров: 71-летний британец Вилфрид Гауторп и американский коммивояжёр Джек Эйнджел. В обоих случаях врачи не смогли определить причину самовозгорания. Поражённые конечности пришлось ампутировать.

## Отношение науки
Самовозгорание человека служит объектом многочисленных слухов и споров. До сих пор нет доказательств существования данного явления, и сама его возможность сегодня отвергается большинством учёных. Существует две основные гипотезы, объясняющие случаи человеческого самовозгорания, причём обе подразумевают внешний источник огня: это гипотеза Человеческой свечи и воспламенение от статического электричества или шаровой молнии.
Хотя с химической точки зрения тело человека содержит достаточно энергии, хранимой в форме жировых отложений, при обычных обстоятельствах человек самовозгореться не может из-за высокого содержания воды (около 70 %), на испарение которой потребуется слишком много энергии.
В 1870 году доцентом судебной медицины Абердинского Университета была опубликована заметка «О Самовозгорании». В ней он писал, что нашёл около 54 современных учёных, которые когда-либо писали о человеческом самовозгорании, из них 35 однозначно высказывали своё мнение о данном феномене.
- Пятеро (включая Юстуса Либиха) утверждали, что самовозгорание невозможно, и что все задокументированные случаи являются мистификацией.
- Трое (включая Гийома Дюпюитрена) считали, что случаи самовозгорания являются реальными, однако имеют другую природу, а именно: имелся какой-то внешний источник огня.
- Двадцать семь учёных (Включая Девержи и Орфила) настаивали на том, что самовозгорание человеческого тела вполне возможно.

## Гипотезы

### Самовозгорания не существует
Большинство гипотез о происхождении феномена основаны на идее о том, что, как такового, самовозгорания не существует. Помимо физических истолкований явления есть и более прозаические объяснения. В 1847 году граф Горлиц, живший в Дармштадте, пришёл домой и обнаружил, что дверь в комнату жены заперта, а самой графини нигде нет. Когда дверь в её комнату была взломана, на полу было обнаружено частично сожжённое тело графини Горлиц, причём комната также пострадала от пожара: сгорел письменный стол, были разбиты окно и зеркала, а вещи в комнате лежали в беспорядке. Встал вопрос о том, является ли данный случай самовозгоранием.
Спустя три года в убийстве графини был обвинён человек по имени Стауф, бывший слуга графа. Стауф сознался, что он однажды случайно попал в комнату графини, и его привлекли ювелирные украшения и деньги покойной. Стауф решил их украсть, но в этот момент неожиданно вернулась хозяйка дома. Стауф сумел задушить женщину, а для того, чтобы скрыть след преступления, он устроил поджог.
Следует отметить, что очень часто случаи, которые можно отнести к самовозгораниям, криминалистикой принимаются за попытку скрыть следы преступления. Однако обычно вещи и драгоценности предполагаемых жертв самовозгорания остаются нетронутыми.
Среди других версий также можно выделить гипотезу Алана Бэрда и Дугала Драйсдэйл: предположим, что человек работает в гараже и обычно очищает свою одежду от детрита струёй сжатого воздуха, но в этот раз очистил комбинезон струёй чистого кислорода, что на время, но очень существенно повысило воспламеняемость одежды. Достаточно зажжённой сигареты, чтобы человек оказался объятым пламенем.
Возгорание человека в обычных условиях современные исследователи объясняют двумя основными гипотезами: теорией Человеческой свечи и теорией возгорания от статического электричества.

### Эффект «человеческой свечи»
Эффектом «человеческой свечи» называется явление, когда одежда жертвы пропитывается плавленым человеческим жиром и начинает выступать в качестве фитиля свечи. Такое явление действительно может происходить при определённых условиях. Теория предполагает внешний источник воспламенения: после того, как он иссякнет, горение продолжится из-за тления жира.
В 1965 году профессор Дэвид Ги провёл эксперимент, симулирующий эффект человеческой свечи. Он взял небольшую порцию человеческого жира и обернул её в тряпку для имитации одежды. Затем он подвесил эту «свечу» над горелкой Бунзена. Ему пришлось держать горелку более минуты, прежде чем жир начал тлеть. Объясняется это тем, что в человеческом жире содержится много воды. В описании своего эксперимента Дэвид Ги отметил, что жир горел чадящим жёлтым пламенем, и для того, чтобы свёрток сгорел полностью, потребовалось около часа. Это объясняет длительность протекания процесса горения в случаях, относимых к человеческому самовозгоранию, а также возможность того, что от жертвы могут остаться части тела без жировых отложений.
В судебной практике существует несколько случаев, демонстрирующих действие данного эффекта. В феврале 1991 года в лесополосе около города Медфорда (штат Орегон, США) двумя бродягами было обнаружено горящее тело взрослой женщины, лежащее лицом вниз на опавшей листве. Они подняли тревогу, и скоро на место преступления прибыл шериф. Было констатировано, что жертва страдала ожирением. На её спине и груди было несколько ножевых ранений. Мягкие ткани правой руки, торса и верхней части ног были полностью сожжены. Большинство костей в поражённых местах сохранились, однако кости таза и позвоночник были полностью уничтожены и превращены огнём в серый порошок. Убийца впоследствии был арестован: он сознался, что облил тело жидкостью для барбекю и поджёг его. Также по его свидетельствам выяснилось, что тело женщины, к моменту его обнаружения, горело уже около 13 часов. Таким образом, возникновению эффекта человеческой свечи способствовало стечение обстоятельств: наличие катализатора и искусственного запала, а также полнота жертвы.

#### Эксперимент BBC
В августе 1989 г. в телепередаче «QED» на канале BBC с участием доктора Джона де Хаана из Калифорнийского института криминалистики был показан следующий эксперимент: тело свиньи обернули шерстяным одеялом, поместили в наглухо закрытой меблированной комнате, облили небольшим количеством бензина и подожгли. Туше понадобилось некоторое время для того, чтобы разгореться. Жир свиньи топился низким желтоватым пламенем при очень высокой температуре. Было установлено, что мясо и кости свиньи были целиком уничтожены огнём, а окружающие предметы практически не пострадали (за исключением расплавившегося корпуса телевизора).
Результаты эксперимента в целом подтвердили теорию Человеческой свечи, однако некоторые исследователи, в том числе Джон Хаймер заявили, что сам эксперимент был фальсифицирован.
Следует отметить, что теория человеческой свечи не отвечает на ряд вопросов, связанных со случаями самовозгорания:
- Почему большинство жертв были худыми людьми, практически лишёнными жировых отложений?
- Что являлось источником огня в большинстве случаев (большинство жертв не были курильщиками)?

### Гипотеза возгорания от статического электричества
Гипотеза возгорания от статического электричества основана на том, что при определённых условиях человеческое тело может накопить такой электростатический заряд, что при его разряде может загореться одежда.
Ток при электростатическом разряде относительно невелик, однако разность потенциалов при нём может достигать нескольких тысяч вольт. Электростатический разряд до 3 тыс. вольт человеком не замечается, однако в зависимости от состояния атмосферы (особенно малой влажности воздуха), а также поверхности, с которой соприкасается человеческое тело, заряд может достигать больших величин. К примеру, хождение по ковру может создать разность потенциалов в 35 тысяч вольт. Известны случаи, когда люди накапливали в своём теле до 40 тысяч вольт статического заряда.
Статический разряд может привести к воспламенению бензина на автозаправочных станциях, и, по статистике, именно он является причиной большинства взрывов, а не излучение от сотовых телефонов. Около 70 % взрывов приходится именно на статическое электричество, накоплению которого особенно способствует холодная сухая погода.
Впервые идея о том, что мощный электростатический разряд может быть причиной человеческих самовозгораний, была высказана профессором Бруклинского политехнического института Робином Бичем, хотя и он выразил сомнение, что существует такой электростатический разряд, который мог бы привести к воспламенению человеческого тела. Впрочем, в некоторых случаях статический разряд может порождать яркое сияние, а также сопровождаться шипением. Иногда разряд может привести к возгоранию пыли или пуха, приставших к одежде, что также может привести к пожару.
Существуют свидетельства людей, выживших после мощных электростатических разрядов. Большинство утверждает, что абсолютно не чувствовали боли или каких-либо неприятных ощущений. Возможно, могут существовать электростатические разряды потенциалом более 40 тысяч вольт, которые действительно способны послужить запалом и впоследствии привести к действию эффекта человеческой свечи.

### Гипотеза накопления ацетона в организме
Брайан Форд считает, что «гипотеза фитиля» не объясняет всех особенностей феномена. Спирт также не является причиной, хотя бы потому, что он не накапливается, а расщепляется в результате метаболизма. И все же, как объясняет Форд, в организме может появиться очень горючее вещество, которое к тому же способно накапливаться — это ацетон.
Производство ацетона в процессе метаболизма начинается тогда, когда в крови понижается содержание глюкозы — основного источника энергии в человеческом организме. Дефицит приводит к тому, что включаются альтернативные механизмы. Начинают расщепляться жировые клетки. Цепочка биохимических реакций, за которые отвечает печень, приводит в итоге к тому, что в кровь поступают особые вещества — так называемые кетоны. Они и становятся источниками питания и носителями энергии вместо глюкозы. Ацетон — одна из разновидностей кетонов. Его накоплению способствуют некоторые диеты, вызывающие так называемый кетоз. Приводят и заболевания вроде диабета.
Избыток горючего вещества в организме и вызывает самовозгорание, считает учёный. Он проверил это, «замариновав» в ацетоне куски свинины. Из этих кусков Форд изготовил масштабные модели человеческих тел, одел их и поджег. Они сгорели дотла менее, чем за полчаса. Одежда местами осталась нетронутой. Сохранились и конечности, как на известных фотографиях жертв самовозгорания. «Мы полагаем: ноги и руки остаются, так как в них слишком мало жира, и ацетон накапливается в недостаточном количестве» — сообщил экспериментатор.
Неясным остаётся только вопрос об источнике возгорания. Предположительно, это могут быть искры статического электричества, в частности, из-за ношения синтетической одежды.

### Другие гипотезы
Существуют и другие, гораздо менее популярные гипотезы.
В своей книге «Чарующий огонь», вышедшей в 1996 г., Джон Хаймер, проанализировав ряд случаев самовозгорания, сделал вывод о том, что его жертвами чаще всего становятся одинокие люди, которые впадают в прострацию прямо перед тем, как загореться.
Другой исследователь, Ларри Арнольд (председатель организации ParaScience International) в своей книге «Ablaze!» (1995) высказал мнение о том, что причиной самовозгорания может быть пока ещё неизвестная субатомная частица, называемая пиротоном, испускаемая космическими лучами. Обычно эта частица свободно проходит сквозь человеческое тело, не принося вреда (как нейтрино), но иногда она может задеть ядро клетки и привести к цепной реакции, способной полностью уничтожить тело человека. Данная гипотеза не встретила поддержки. В журнале Fortean Times Ян Симмонс так отреагировал на данную гипотезу: «Доказательств существования такой частицы нет, а изобретать её только для того, чтобы объяснить человеческое самовозгорание — дурацкая затея».
Существует гипотеза о том, что случаи человеческого самовозгорания вызваны разрядом шаровой молнии, однако из-за того, что само явление шаровой молнии является малоизученным, рано пока делать какие-либо выводы о причастности данного явления к человеческому самовозгоранию.